# Canthigaster rapaensis
Canthigaster rapaensis је зракоперка из реда Tetraodontiformes.

## Угроженост
Ова врста се сматра рањивом у погледу угрожености врсте од изумирања.

## Распрострањење
Ареал врсте је ограничен на француску Полинезију.